# Spiranthes lucida
Spiranthes lucida es una especie de orquídea perteneciente al género Spiranthes, nativa de los Estados Unidos.

## Nombres comunes
- Español:
- Inglés: "shining ladies'-tresses"

## Sinonimia
- Neottia lucida H.H. Eaton (1832) (Basionymum)
- Neottia plantaginea Raf. (1818)
- Spiranthes plantaginea (Raf.) Raf. (1833)
- Spiranthes latifolia Torr. ex Lindl. (1840)
- Spiranthes aestivalis Oakes (1842)
- Neottia aestivalis Oakes ex A. Gray (1867)
- Gyrostachys plantaginea (Raf.) Britton (1896)
- Ibidium plantagineum House (1905)
- Triorchis plantaginea (Raf.) Nieuwl. (1913)

- Datos: Q1152067
- Multimedia: Spiranthes lucida / Q1152067
- Especies: Spiranthes lucida